# Marcelo Concha
Marcelo Concha Bascuñán (Santiago, Chile, 26 de octubre de 1945 - detenido desaparecido, 10 de mayo de 1976) fue un ingeniero agrónomo, militante del Partido Comunista de Chile y detenido desaparecido durante la dictadura militar. Al momento de su detención, tenía treinta años y estaba casado.

## Biografía

### Juventud
Marcelo Concha Bascuñán, estudió Ingeniería en Agronomía en la Universidad Patricio Lumumba en la Unión Soviética. Durante su estadía en la URSS, se casó con la ciudadana chilena Dora Carreño Araya con quien tuvo una hija llamada Lilia. En 1970 fue padre de Larissa Marcelovna, quien se quedó para siempre en Moscú junto a su madre Geta Bashirova. Con la llegada al poder de la Unidad Popular, vuelve a Chile y contrae matrimonio con Aminta Traverso Bernaschina, con quien tuvo a sus hijos María Paz y Marcelo. Durante el gobierno de la Unidad Popular, fue director zonal del Servicio Agrícola y Ganadero en la Provincia de Cautín. Luego, fue gerente general de la Empresa Nacional Avícola (ENAVI), dependiente de la CORFO.

### Detención
El 11 de septiembre de 1973, para el Golpe Militar, se encontraba trabajando en su oficina de la CORFO, al día siguiente fue detenido y llevado al Estadio Nacional. Después lo trasladan al Campo de prisioneros Chacabuco en el desierto de Atacama. En este recinto compartió su cautiverio con otros ex adherentes al gobierno de Salvador Allende: Miguel Lawner, Jorge Montealegre, Manuel Cabieses, Mariano Requena, Manuel Ipinza, Ángel Parra, Juan Fuentes Botto, Antonio González, Adolfo Cozzi, Julio Vega, Guillermo Orrego, entre otros. En Chacabuco, junto a otros prisioneros, formaron un grupo musical con el que hicieron el “Evangelio de San Juan”. El 25 de abril de 1974 fue liberado de Chacabuco, pero tomó la decisión de no irse al exilio. El día 10 de mayo de 1976 fue detenido por agentes de la DINA en calle Irarrázaval con Pedro de Valdivia en la comuna de Ñuñoa. Era funcionario de la Compañía de Exportaciones Chile España. La detención de Marcelo Concha se dio en el contexto de mayo de 1976 cuando se produce una serie de detenciones de militantes del Partido Comunista como los del caso Calle Conferencia.

### Proceso judicial en dictadura
El día 12 de mayo de 1976, presentó un recurso de amparo ante la Corte de Apelaciones de Santiago, nº 382-76, solicitando conocer el paradero de Marcelo Concha Bascuñán. Pero las autoridades respondieron que no se encontraba detenido. El 1 de junio de 1976 se rechazó el recurso de amparo y se enviaron los antecedentes al Juzgado del Crimen. La Corte Suprema confirmó la resolución el 7 de junio. Ordenó remitir los antecedentes al 8º Juzgado del Crimen de Santiago, para investigar el delito con motivo de la desaparición de la víctima. El 1 de agosto de 1978, un grupo de familiares de 70 desaparecidos, interpusieron ante el 10° Juzgado del Crimen de Santiago una querella criminal por el delito de “secuestro agravado” en contra del General Manuel Contreras, del Coronel de Ejército Marcelo Moren y del Teniente Coronel de Ejército Rolf Wenderoth Pozo, todos exagentes de la Dirección de Inteligencia Nacional (DINA). Sin realizar ninguna diligencia, el 10 de agosto de ese año la Jueza del 10° Juzgado se declaró incompetente. Se remitieron los antecedentes a la 2a. Fiscalía Militar de Santiago, bajo el rol n° 553 78. En 1983, estos casos fueron investigados por un ministro en visita por casos de detenidos desaparecidos, ministro Servando Jordán. Sin realizar diligencias durante cuatro años, el 20 de noviembre de 1989, el teniente coronel de Ejército Enrique Ibarra Chamorro, fiscal general militar, solicitó la aplicación del Decreto Ley de Amnistía, Decreto Ley n° 2.191. El motivo fue que el proceso había investigado delitos ocurridos entre el 11 de septiembre de 1973 y el 10 de marzo de 1978. El 30 de noviembre de 1989 la solicitud fue acogida por el 2° Juzgado Militar, que sobreseyó la causa.

### Informe Rettig
Familiares de Marcelo Concha  Bascuñán presentaron su testimonio ante la Comisión Rettig. Comisión de Verdad que tuvo la misión de calificar casos de detenidos desaparecidos y ejecutados durante la dictadura. Sobre el caso de Marcelo Concha, el Informe Rettig señaló que:

“El 10 de mayo de 1976, fue detenido en el trayecto comprendido entre la casa de su madre y el Instituto de Fomento Pesquero, Marcelo Renán CONCHA BASCUÑAN, ex-funcionario del Servicio Agrícola y Ganadero (SAG) y de la CORFO, también militante del PC. Se le perdió el rastro a fines de abril de 1977 desde Villa Grimaldi.

La Comisión está convencida de que su desaparición fue obra de agentes del Estado, quienes violaron así sus derechos humanos.”

### Proceso judicial en democracia
Luego de la detención de Pinochet en Londres, se activaron los juicios de derechos humanos. El caso de Marcelo Concha  Bascuñán fue investigado por el ministro en Visita Leopoldo Llanos Sagristá. El 31 de agosto de 2015, el ministro Leopoldo Llanos dictó sentencia en caso de Marcelo Concha, en su resolución el magistrado condenó a la pena de 10 años y un día de presidio, como autores del delito de secuestro calificado, a los exagentes de la DINA, Pedro Espinoza Bravo, Carlos López Tapia, Rolf Wenderoth Pozo, Ricardo Lawrence Mires y Juan Morales Salgado. Se absolvió al agente Marcelo Moren Brito.
En segunda instancia el caso fue resuelto el 8 de junio de 2016, cuando la II Sala de la Corte de Apelaciones de Santiago confirmó la sentencia dictada en primera instancia por el juez Leopoldo Llanos contra los exagentes de la DINA. En relación con el exagente Rolf Wenderoth Pozo fue absuelto de su condena en primera instancia además se rebajó la pena impuesta al sentenciado Carlos López Tapia a la pena de 3 años y un día de presidio con el beneficio de la libertad vigilada.
El caso judicial de Marcelo Concha  Bascuñán concluyó el 25 de octubre de 2016, cuando la Corte Suprema ratificó la sentencia condenatoria del magistrado Leopoldo Llanos. La Sala Penal de la Corte Suprema resolvió acoger el recurso de casación presentado por la parte querellante representada por el abogado Alberto Espinoza, en contra de la sentencia dictada por la Corte de Apelaciones de Santiago, que había absuelto al agente Wenderoth Pozo como rebajado a 3 años y un día la condena al agente Carlos López Tapia. Por lo que la Corte Suprema resolvió mantener en todas sus partes la sentencia de primera instancia dictada por el ministro Leopoldo Llanos. Por lo que se ratificaron las condenas de 10 años y un día de presidio, como autores del delito de secuestro calificado, a los exagentes de la DINA, Pedro Espinoza Bravo, Carlos López Tapia, Rolf Wenderoth Pozo, Ricardo Lawrence Mires y Juan Morales Salgado.